# Listă de filme fantastice din anii 1940

Muenchhausen (1943)

Aceasta este o listă de filme fantastice din anii 1940:
| 1940 • 1941 • 1942 • 1943 • 1944 • 1945 • 1946 • 1947 • 1948 • 1949             |                                           |                                                           |                                                       |                  |
| Titlu                                                                           | Regizor                                   | Actori                                                    | Țara                                                  | Note             |
| 1940                                                                            |                                           |                                                           |                                                       |                  |
| Pasărea albastră (The Blue Bird)                                                | Walter Lang                               | Shirley Temple, Spring Byington, Nigel Bruce              | Statele Unite ale Americii                            |                  |
| Fantasia                                                                        | Mai mulți regizori                        |                                                           | Statele Unite ale Americii                            | Film de animație |
| Hoppity Goes to Town                                                            | Dave Fleischer, Max Fleischer             |                                                           | Statele Unite ale Americii                            | Film de animație |
| Pinocchio                                                                       | Mai mulți regizori                        |                                                           | Statele Unite ale Americii                            | Film de animație |
| One Million B.C.                                                                | Hal Roach                                 | Victor Mature, Carol Landis, Lon Chaney Jr.               | Statele Unite ale Americii                            |                  |
| Hoțul din Bagdad (The Thief of Bagdad)                                          | Ludwig Berger, Michael Powell, Tim Whelan | Conrad Veidt, Sabu, June Duprez                           | Regatul Unit al Marii Britanii și al Irlandei de Nord |                  |
| 1941                                                                            |                                           |                                                           |                                                       |                  |
| The Devil and Daniel Webster                                                    | William Dieterle                          | Edward Arnold, Walter Huston, James Craig                 | Statele Unite ale Americii                            |                  |
| Dumbo                                                                           | Mai mulți regizori                        |                                                           | Statele Unite ale Americii                            | Film de animație |
| Here Comes Mr. Jordan                                                           | Alexander Hall                            | Robert Montgomery, Evelyn Keyes, Claude Rains             | Statele Unite ale Americii                            |                  |
| La corona di ferro                                                              | Alessandro Blasetti                       | Elisa Cegani, Luisa Ferida, Rina Morelli                  | Italia                                                |                  |
| The Reluctant Dragon                                                            | Alfred L. Werker                          |                                                           | Statele Unite ale Americii                            | Film de animație |
| 1942                                                                            |                                           |                                                           |                                                       |                  |
| Bambi                                                                           | Mai mulți regizori                        |                                                           | Statele Unite ale Americii                            | Film de animație |
| Cat People                                                                      | Jacques Tourneur                          |                                                           | Statele Unite ale Americii                            | Film de groază   |
| I Married a Witch                                                               | René Clair                                | Fredric March, Veronica Lake, Robert Benchley             | Statele Unite ale Americii                            |                  |
| Les visiteurs du soir                                                           | Marcel Carné                              | Arletty, Jules Berry, Marie Déa                           | Franța                                                |                  |
| 1943                                                                            |                                           |                                                           |                                                       |                  |
| A Guy Named Joe                                                                 | Victor Fleming                            | Spencer Tracy, Irene Dunne, Van Johnson                   | Statele Unite ale Americii                            |                  |
| Happy Land                                                                      | Irving Pichel                             | Don Ameche, Frances Dee, Harry Carey                      | Statele Unite ale Americii                            |                  |
| Heaven Can Wait                                                                 | Ernst Lubitsch                            | Don Ameche, Gene Tierney, Charles Coburn                  | Statele Unite ale Americii                            |                  |
| Münchhausen                                                                     | Josef von Baky                            | Hans Albers, Brigitte Horney, Wilhelm Bendow              | Germania                                              |                  |
| 1944                                                                            |                                           |                                                           |                                                       |                  |
| The Canterville Ghost                                                           | Jules Dassin                              | Charles Laughton, Robert Young, Margaret O'Brien          | Statele Unite ale Americii                            |                  |
| The Curse of the Cat People                                                     | Gunther Von Fritsch, Robert Wise          | Simone Simon, Kent Smith, Jane Randolph                   | Statele Unite ale Americii                            |                  |
| It Happened Tomorrow                                                            | René Clair                                | Dick Powell, Linda Darnell, Jack Oakie                    | Statele Unite ale Americii                            |                  |
| Balaurul (Кащей Бессмертный)                                                    | Alexander Rou                             | Sergei Stolyarov, Georgy Millyar                          | Uniunea Republicilor Sovietice Socialiste             |                  |
| Kismet                                                                          | William Dieterle                          | Ronald Colman, Marlene Dietrich, James Craig              | Statele Unite ale Americii                            |                  |
| 1945                                                                            |                                           |                                                           |                                                       |                  |
| Blithe Spirit                                                                   | David Lean                                | Rex Harrison, Constance Cummings, Kay Hammond             | Regatul Unit al Marii Britanii și al Irlandei de Nord |                  |
| The Enchanted Cottage                                                           | John Cromwell                             | Dorothy McGuire, Robert Young, Herbert Marshall           | Statele Unite ale Americii                            |                  |
| The Picture of Dorian Gray                                                      | Albert Lewin                              | George Sanders, Hurd Hatfield, Donna Reed                 | Statele Unite ale Americii                            |                  |
| Sylvie et le Fantome                                                            | Claude Autant-Lara                        | Odette Joyeux, Julien Carette, François Perier            | Franța                                                |                  |
| A Thousand and One Nights                                                       | Alfred E. Green                           | Cornel Wilde, Evelyn Keyes, Phil Silvers                  | Statele Unite ale Americii                            |                  |
| Yolanda and the Thief                                                           | Vincente Minnelli                         | Fred Astaire, Lucille Bremer, Frank Morgan                | Statele Unite ale Americii                            |                  |
| 1946                                                                            |                                           |                                                           |                                                       |                  |
| Evadat din infern (Angel on My Shoulder)                                        | Archie Mayo                               | Paul Muni, Anne Baxter, Claude Rains                      | Statele Unite ale Americii                            |                  |
| Frumoasa și bestiat                                                             | Jean Cocteau                              | Josette Day, Jean Marais, Mila Parély                     | Franța                                                |                  |
| O viață minunată (It's a Wonderful Life)                                        | Frank Capra                               | James Stewart, Donna Reed, Lionel Barrymore               | Statele Unite ale Americii                            |                  |
| A Matter of Life and Death                                                      | Michael Powell, Emeric Pressburger        | David Niven, Kim Hunter, Marius Goring                    | Regatul Unit al Marii Britanii și al Irlandei de Nord |                  |
| Make Mine Music                                                                 | Mai mulți regizori                        |                                                           | Statele Unite ale Americii                            | Film de animație |
| Flori de piatră (Каменный цветок)                                               | Aleksandr Ptușko                          | Vladimir Druzhnikov, Tamara Makarova, Mikhail Troyanovsky | Uniunea Republicilor Sovietice Socialiste             |                  |
| 1947                                                                            |                                           |                                                           |                                                       |                  |
| Soția episcopului (The Bishop's Wife)                                           | Henry Koster                              | Cary Grant, Loretta Young, David Niven                    | Statele Unite ale Americii                            |                  |
| Down to Earth                                                                   | Alexander Hall                            | James Burke, Rita Hayworth, Larry Parks                   | Statele Unite ale Americii                            |                  |
| The Ghost and Mrs. Muir                                                         | Joseph L. Mankiewicz                      | Gene Tierney, Rex Harrison, George Sanders                | Statele Unite ale Americii                            |                  |
| Miracle on 34th Street                                                          | George Seaton                             | Maureen O'Hara, John Payne, Edmund Gwenn                  | Statele Unite ale Americii                            |                  |
| 1948                                                                            |                                           |                                                           |                                                       |                  |
| Portrait of Jennie                                                              | William Dieterle                          | Joseph Cotten, Jennifer Jones, Ethel Barrymore            | Statele Unite ale Americii                            |                  |
| Vice Versa                                                                      | Peter Ustinov                             | Frank Tickle, Kay Walsh, Harcourt Williams                | Regatul Unit al Marii Britanii și al Irlandei de Nord |                  |
| 1949                                                                            |                                           |                                                           |                                                       |                  |
| The Adventures of Ichabod and Mr. Toad                                          | James Algar, Clyde Geronimi, Jack Kinney  |                                                           | Statele Unite ale Americii                            | Film de animație |
| Un yankeu la curtea regelui Arthur (A Connecticut Yankee in King Arthur's Court | Tay Garnett                               | Bing Crosby, Rhonda Fleming, Cedric Hardwicke             | Statele Unite ale Americii                            |                  |
| Aventurile lui Alice în Țara Minunilor                                          | Dallas Bower                              | Stephen Murray, Carol Marsh, Raymond Bussières            | Franța                                                |                  |